# Luftskib L 37
Luftskib L 37 (fabriksnr. LZ 75) var en R-klasse super-zeppeliner, som blev bygget af Luftschiffbau Zeppelin i Berlin-Staaken til den tyske Kaiserliche Marine og fløj første gang 9. november 1916.
Efter kun at have været brugt til rekognoscering over Nordsøen blev luftskibet i maj måned 1917 stationeret på luftskibsbasen i Tønder og repareret for konstruktionsfejl, hvorefter det sendtes til den baltiske front, hvor det deltog i 4 bombetogter i forbindelse med den tyske besættelse af øen Øsel (Operation Albion).
I julen 1917 blev L 37 taget ud af tjeneste og befandt sig i en hangar i Seddin i det nuværende Polen indtil det sommeren 1920 blev demonteret for at blive sendt til Japan som krigsskadeerstatning.
Luftskibet fløj 45 ture, heraf 17 rekognosceringer og 4 bombetogter ved den baltiske front.

## Officererne Prölß og Brand
De tidligere officerer fra L 9 og L 13

reserve-kaptajnløjtnant Eduard Prölß og premierløjtnant af reserven Brand overtog 27. november 1916 kommandoen over L 37
De stationeredes med L 37 først i Alhlhorn og fra 18. december 1916 i Nordholz.
Prölß blev senere kommandant på L 53 og omkom ved 1. verdenskrigs sidste nedskydning af et luftskib den 11. august 1918 ved den hollandske ø Terschelling.

## Officererne Gärtner og Jahn
Fra 1. maj 1917 var kaptajnløjtnant Paul Gärtner og søløjtnant Jahn henholdsvis kommandant og 1. officer på L 37 og beholdt kommandoen indtil luftskibet 24. december samme år blev taget ud af tjeneste i Seddin.
Fra overtagelsen i Nordholz flyttede de 4. maj luftskibet til Tønder og 31. maj til Seddin, hvor det forblev stationeret, dog undtaget perioderne 28. juni til 7. august i Wainoden og 20. september til 20. oktober i Seerappen.

## Luftskibsbasen i Tønder, maj 1917
Det viste sig allerede i Ahlhorn, at L 37 havde visse konstruktionssvagheder og det menes at der foretoges nogle forstærkninger, mens luftskibet var i Tønder.
Man valgte derfor fra 31. maj at stationere luftskibet i det mildere vejr ved Østersøen.

## Angreb mod Livland og Øsel (Operation Albion)
Operation Albion

med søslaget i Moon Sund 17. oktober 1917, som førte til tysk erobring og besættelse af de nu estiske øer Øsel, Dagø og Muhu, blev for de tyske luftskibes vedkommende ledet af korvetkaptajn Hans Wendt.

I den forbindelse deltog L 37 i rekognosceringer fra bl.a. Wainoden i det tyskbesatte Kurland (sydvestligste Letland) og i 4 bombetogter mod russiske områder i Livland (grænseområdet mellem Letland og Estland) og øen Øsel.
L 37 havde under det første angreb base i Seddin ved Stolp (polsk: Słupsk) i Bagpommern og under de 3 sidste angreb base i Seerappen 15 km vest for Kaliningrad (tysk: Königsberg).
Foruden officererne Gärtner og Jahn kan nævnes marinesoldaten Johann Holz fra Bayern, som var med på alle L 37's 4 bombetogter.

### Valka og Valmiera 7. september 1917
L 37 fra Seddin, L 30 fra Seerappen, samt LZ 113 og LZ 120 fra Wainoden bombarderede 7. september 1917 stationsbyerne Valmiera (tysk: Wolmar) og Valka (tysk: Walk) i det nordlige Letland på jernbaneforbindelsen mellem Riga og den russiske by Pskov.
L 37's deltagelse bestod ifølge Johann Holz i luftangreb mod Wolmar, som muligvis først foregik den 8. september.

### Zerel på Øsel 24. september 1917
L 37 var flyttet til Seerappen, men ellers deltog de samme 4 luftskibe fra samme udgangspunkt i en særlig mission mod Zerel (estisk: Sääre) på sydspidsen af Øsel, som var stærkt befæstet, og mod den nordligere liggende ø Dagø.

### Salacgrīva 1. oktober 1917
De 4 luftskibe angreb fra samme sted den 1. oktober 1917 om aftenen havnebyen Salacgrīva (tysk: Salismünde) ved Salaca-floden (tysk: Salis) og omkringliggende områder i det nordlige Letland. Området var dårligt forsvaret og L 30 bombarderede fra kun 4.000 fods højde.
Ifølge luftskibsmat Johann Holz rettedes L 37's luftangreb mod Sophienruh, hvilket stednavn dog ikke kendes nærmere.
Resultat ukendt.

### Pärnu 16. oktober 1917
Den 16. oktober 1917 tidligt om morgenen indledtes et angreb mod Pärnu (tysk:Pernau) ved Pärnu-flodens munding i Rigabugten i det sydvestlige Estland af L 30, hvor bomberne ifølge kommandant Vermehren faldt over byens centrum.
Efterfølgende bombarderede LZ 113 og LZ 120 veje og bygninger på havnen.
Ud på aftenen ankom L 37 og gentog angrebet mod Pärnu med 2 ton bomber, men der opstod en alvorlig motorbrand i den bagerste midtskibs motorgondol, så luftskibet måtte returnere til Seerappen.

Desuden deltog et Schütte-Lanz-luftskib fra Seddin, formentlig SL 20 eller måske SL 8. Tysk wikipedia er uklar på dette punkt, men et af luftskibene skal i oktober 1917 have haft udfald på 3 ud af 5 motorer og måtte opgive og vende om.
Den 17. oktober fulgte søslaget i Moon Sund og 25. oktober udbrød Oktoberrevolutionen i Petrograd.

## Krigsskadeerstatning til Japan, ophugget i Seddin 1920
Den 24. december 1917 afmønstrede besætningen i Seddin, hvor luftskibet opbevaredes ved 1. verdenskrigs afslutning.
Som led i Versailles-fredens bestemmelser om krigsskadeerstatning blev det bestemt at L 37 skulle overleveres til Japan, men da landet ikke viste den store interesse påbegyndtes i stedet i juli 1920 i hallen i Seddin afmontering af luftskibet og japanerne nøjedes med at få udleveret gasventiler, instrumenter, nogle af motorerne, styringsdele med mere, som de skønnede var vigtige at studere.

Krigsskadeerstatningen bestod desuden af 50 fly og en luftskibshal fra Jüterbog, som genopførtes i Kasumigaura nord for Tokio.

## Eksterne links
- Zeppelin L 37 - Luftschiffe in Tondern Arkiveret 14. august 2017 hos  Wayback Machine - zeppelin-museum.dk
- Luftschiff L 37 - frontflieger.de
- LZ 75 - luftschiff.de
- LZ75 Arkiveret 29. oktober 2014 hos  Wayback Machine - sebastianrusche.com
- Lz75 - L37 Arkiveret 18. december 2014 hos  Wayback Machine - p159.phpnet.org (fransk)
- LZ75 - air-ship.info (kinesisk)

1. ↑  Zeppelins over Retford Arkiveret 18. december 2014 hos  Wayback Machine - ournottinghamshire.org.uk
2. ↑  Die Luftschiffern Post während des Ersten Weltkrieges Arkiveret 22. december 2014 hos  Wayback Machine - tråd 33 - ezeptalk.de
3. ↑  Die Luftschiffern Post während des Ersten Weltkrieges Arkiveret 20. december 2014 hos  Wayback Machine - tråd 40 - ezeptalk.de
4. ↑  Landung auf Ösel 1917. Operation "Albion" - Youtube
5. ↑  Operation Albion, af Michael B. Barrett (2008). ISBN 9780253003539
6. ↑  Order of Battle - Operation Albion - navweaps.com
7. ↑  Johann Holz - frontflieger.de
8. ↑  Luftschiffmaat Holz - warrelics.eu
9. ↑  Operation Albion: The Attack On The Baltic Islands - Part I - gwpda.org
10. ↑  Operation Albion: The Attack On The Baltic Islands - Part II - gwpda.org
11. ↑  LTA Japan - spot.colorado.edu
12. ↑  Japanese Airships - forum.axishistory.com
13. ↑  Japan Arkiveret 20. december 2014 hos  Wayback Machine - Flight 2. juni 1921